# Hammaburg
Die Hammaburg war eine in der frühen Karolingerzeit errichtete Niederungsburg, von der sich der Name Hamburgs ableitet. Traditionell wird die Errichtung in den Kontext der karolingischen Politik im nordöstlichen Grenzraum eingeordnet und auf das frühe 9. Jahrhundert datiert. Nach archäologischen Grabungen wurde im Januar 2014 bekanntgegeben, dass als Standort der Burg der 2024 so benannte Hammaburg-Platz am Speersort nachgewiesen werden konnte. Außerdem wurde festgestellt, dass die Burg früher als bislang angenommen, nämlich schon im 8. Jahrhundert entstand.

## Namensursprung
Der Ursprung des Namens ist nicht eindeutig geklärt.
Adam Tratziger deutet in Der alten weitberuhmeten stadt Hamburg chronica und jahrbucher von 1557 das Wort hamme als Holz oder Wald, weist aber darauf hin, dass „die Friesen (…) ein hamme einen Platz von Wiesen und Marschlande (heißen), darauf sie ihr Vieh weiden“. Die darauf beruhende Deutung als „in die Marsch vorspringende bewaldete Erhöhung, Gehölz, Wald“ wird inzwischen weitgehend abgelehnt.
Ein anderer, den Geländegegebenheiten, die im Mittelalter anders waren als heute, entsprechender Ansatz setzt bei germanisch *ham- „Winkel, winkelförmiges Terrain an Flüssen, Bucht“ (so auch in Hameln), althochdeutsch hamm „Biegung, toter Flussarm, Landstück zwischen Gräben, Kniekehle, Hinterbug“, altsächsisch hamm(a), altfriesisch hamme, mittelniederdeutsch ham, nordfriesisch Hamm, Haam „Land in einer Flussbiegung; Landzunge; etwas Gekrümmtes“ an. Hamburg wäre also „die an einer Flussbiegung, auf einer Landzunge gelegene Anlage“. Rainer-Maria Weiss deutete 2016 das altsächsische Wort ham als „umzäunte Wiese“ oder „abgegrenzte Bucht“, womit die Hammaburg wörtlich die „Wiesenburg“ oder „Buchtburg“ gewesen wäre. Der Namensbestandteil -burg ist vom germanischen burg abgeleitet, was neben „befestigter Anhöhe“ auch „Siedlung“ bedeuten kann.

## Lage und Aufbau
Die Anlage erhob sich vermutlich auf einem flach auslaufenden Geestrücken inmitten der weiten ebenen Marschen zwischen Alster und Elbe, südlich der heutigen Petrikirche auf dem seit 2024 so heißenden Hammaburg-Platz. Im Vorgelände des Erdwalles lag die Vorstadt mit den Unterkünften der Kaufleute und Handwerker. Sie grenzte an einen Hafen, der am ersten, um 820 gegrabenen Fleet der Alster lag, dem 1877 zugeschütteten Reichenstraßenfleet.
Nach der Auswertung der letzten Ausgrabungen 2005–2006 ist von einer dreiphasigen Anlage der Hammaburg auszugehen. Die erste Phase der Hammaburg wurde bereits im 8. Jahrhundert als sächsische Gründung errichtet. Auf einen sächsischen Adelssitz weist auch der sächsische Ortsname hin. Sie maß nach den Ausgrabungen des Burggrabens zu urteilen ca. 48 × 58 m. Ein leicht ovaler Burgwall aus Erde mit Palisade ist anzunehmen. Eine Innenbebauung wurde nicht dokumentiert. Der Burggraben wurde um 800 verfüllt. Die Hammaburg wurde danach in Phase 2, wahrscheinlich zwischen 817 und 822, größer wieder errichtet. Der Durchmesser des neuen Burggrabens lag bei ca. 65 × 75 m. Dies könnte in Zusammenhang mit einem Ausbau und einer Stärkung des Standorts unter karolingischem Einfluss stehen. Diese zweite Phase der Hammaburg ist jene, die in den Schriftquellen erstmals 834 erwähnt wird, als Ludwig der Fromme den Missionar Ansgar hierher entsendet. Eine Kirche auf dem Burggelände ist für diese Zeit allerdings archäologisch nicht nachweisbar. Die Forscher nehmen an, dass Ansgars Marienkirche von 834 an der Stelle der heutigen St.-Petri-Kirche, somit außerhalb der Burg, gestanden hat und beim ersten Wikingerüberfall 843 vollständig niedergebrannt wurde. Um 850 wird auch der Burggraben verfüllt. Hier bietet sich als Interpretation ein Abriss der Burg nach einem weiteren verheerenden Wikingerangriff von 845 an. In einer Zwischenphase sind Hausstellen auf dem Gelände der ehemaligen Wallgrabenanlage belegt. Erst um 900 wird die Hammaburg erneut wieder aufgebaut. Diesmal erreichen die Ausmaße des Burggrabens ca. 85 × 95 m – die größte Ausdehnung der Burg. Dieser Wiederaufbau wird mit der päpstlichen Bestätigung des seit 848 bestehenden Erzbistums Hamburg-Bremen von 905 in Verbindung gebracht. Die Hammaburg Phase 3 besteht trotz weiterer Überfälle und Brandschatzungen (z. B. 915 durch Dänen und Abodriten) ca. 100 Jahre und wird um 1000 eingeebnet. Zu dieser Zeit, etwa um 1020, fällt das Gelände der Hammaburg und der Vorsiedlung an die Kirche unter Erzbischof Unwan. Der regierende Billunger Graf Bernhard II. baut sich einen neuen Adelssitz jenseits der Alster, die Neue Burg. Der Geestsporn mit der ehemaligen Hammaburg wird nach Osten durch den Heidenwall abgesichert. Pfostenfunde machen für diese Zeit einen ersten Holzkirchenbau auf dem ehemaligen Burggelände wahrscheinlich.

## Geschichte

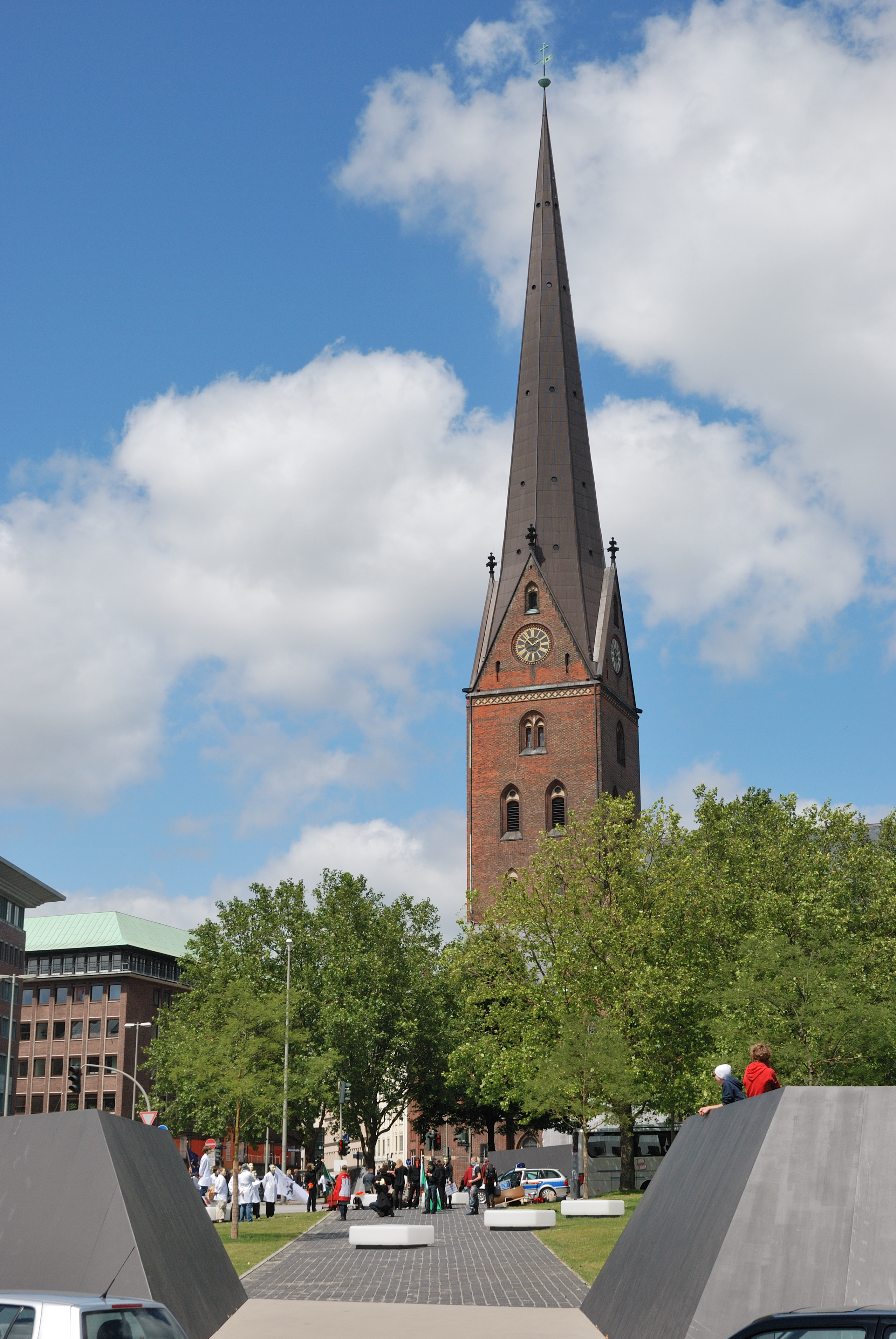
Hammaburg-Platz mit Blick auf St. Petri. Der 2009 eingerichtete Park mit nachgebildeten Wällen der Domburg und Pfeilern des Domes.

Die Hammaburg war eine 3-phasige sächsische Ringwall-Burganlage auf einem Geestsporn in der Alsterniederung unweit der Elbe und ist Namensgeberin der heutigen Stadt Hamburg. Sie lag verkehrsgünstig nahe der Alstermündung in die Elbe, bei einer Alsterfurt und war an alte Handelswege wie den Ochsenweg angeschlossen, was sie zu einem begehrten Handelsort machte. Sie wurde erstmals im Zusammenhang mit der Entsendung des Missionars Bischof Ansgar durch Kaiser Ludwig den Frommen 834 schriftlich erwähnt. Die Burg bestand nach den archäologischen Ausgrabungen aber bereits ab dem 8. Jahrhundert als sächsischer Adelssitz. Wahrscheinlich wurde sie um 817–822 in einer zweiten Phase größer ausgebaut. Dieser Bau war die Hammaburg, die Ansgar vor Ort antraf und die in den Schriftquellen gemeint ist. Die wichtigsten Quellen für die Frühzeit Hamburgs sind die Vita Sancti Ansgarii des Bremer Bischofs Rimbert, des Nachfolgers von Ansgar, der zeitlich besonders nah an den Ereignissen schreibt, sowie die Hamburg-Bremer Kirchengeschichte von Adam von Bremen, verfasst um 1075. Beide Quellen haben aber kirchenpolitische Absichten und sind daher hinsichtlich ihres Wahrheitsgehalts umstritten.
Die Urkunden über die Entsendung Ansgars von 834 durch Ludwig den Frommen und die Verleihung eines Erzbistums durch Papst Gregor von 831 sind nur als Abschriften erhalten und vermutlich später verfälscht worden. Bereits Rimbert als auch später Adam von Bremen hatten die Absicht, Hamburg-Bremen als Erzsitz für ganz Skandinavien zu legitimieren. So wurde eine frühere Planung eines Erzbistums durch Karl den Großen konstruiert, der seitdem im Volksmund als Stadtgründer gilt. Diese Annahme wird jedoch in der jüngeren Forschung abgelehnt. Ansgars erster Kirchenbau wird außerhalb der Hammaburg, möglicherweise am Standort der heutigen St.-Petri-Kirche vermutet, ist aber archäologisch nicht belegt.
Im Jahr 845 gab es einen Angriff auf die Burg durch dänische Wikinger. Die Quellen zeichnen ein Bild großer Zerstörung, die sich archäologisch nicht bestätigen lässt. Ansgar floh während des Angriffs und gelangte über Ramelsloh nach Bremen, wo er in der Folge die Nachfolge Bischof Leuderichs antrat. Es erfolgte eine Vereinigung von Hamburg und Bremen zu einem Bistum. Der Anspruch auf Hammaburg als Missionsstation wurde aufrechterhalten, obwohl Ansgar nicht zurückkehrte. Flüchtlinge aus Hammaburg ließen sich zeitweise im Dorf Schmeessen im Solling nieder, wie anhand von Keramikscherben ermittelt wurde.  Das Gelände der Hammaburg wurde locker wieder besiedelt, ein Wiederaufbau der Burg lässt sich allerdings erst für die Zeit um 900 belegen. Diese III. Phase der Hammaburg ist die größte und letzte Ausbaustufe der Burg. Sie könnte im Zusammenhang mit der Bestätigung der Status als Erzbischofssitz durch Papst Formosus IV. 893 stehen. Es entwickelte sich ein prosperierender Hafen, und die Siedlung wuchs.
Das Ende der Hammaburg wird für die Zeit um 1000 angenommen. Ab 1020 fiel das Gebiet an die Kirche unter Erzbischof Unwan, nachdem der regierende Herzog Bernhard II. Billung eine neue Burg in einer Alsterschleife baute. Die Hammaburg wurde geschleift und die Verteidigungsfunktion nach Osten gegen die Slawen übernahm der neue errichtete Heidenwall, der den Geestsporn abriegelte.
Ob sich jemals ein Kirchenbau in der Hammaburg befand, ist umstritten. Manche Forscher verwenden auf Basis des Erzbischofsstatus noch den Begriff Domburg für die Hammaburg III ab ca. 900. Die Pfostenlöcher, die man als ersten Kirchenbau auf dem Hammaburg-Gelände interpretiert, werden allerdings auf das 11. Jahrhundert in die Regierungszeit Bischof Unwans und somit nach dem Abriss der Hammaburg datiert. Unter Bischof Bezelin-Alebrand wurde die Kirche erstmals in Stein errichtet. Dies ist die Basis des Mariendoms, der bis zu seinem Abriss 1804–1807 auf dem Hammaburg-Platz stand. Danach wurde 1838 das Johanneum als Neubau auf dem Platz errichtet und nach Kriegsschäden im Zweiten Weltkrieg wieder abgerissen. Die freie Fläche (zeitweise Parkplatz), die sich über Jahrzehnte auf dem ehemaligen Standort der Hammaburg befand, ermöglichte die Erforschung der Burg in mehreren Grabungskampagnen. Aktuell befindet sich dort ein Park mit künstlerischen Anleihen an den Wall der Hammaburg III und den Mariendom.

## Ausgrabungen

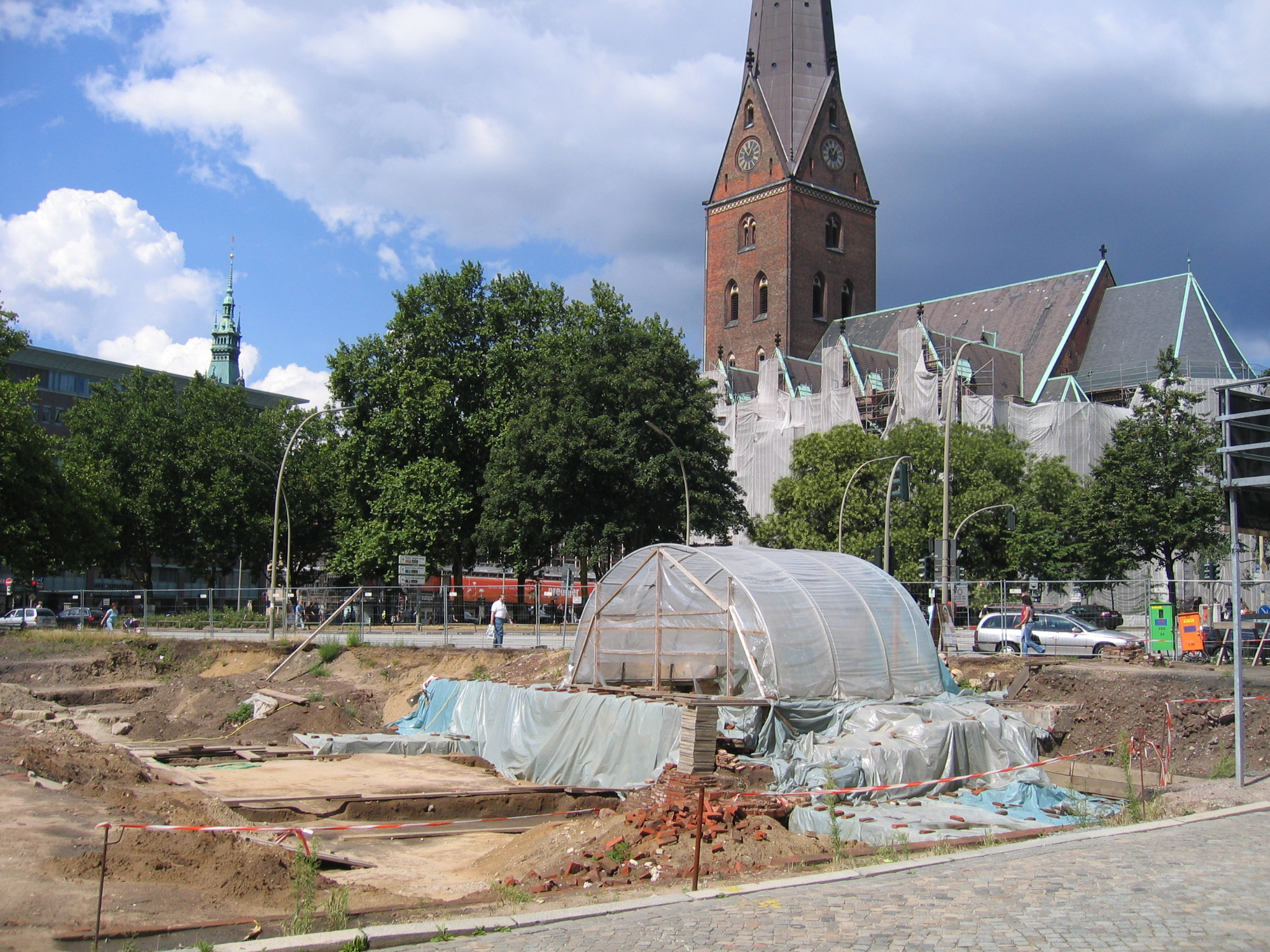
Archäologische Ausgrabungen 2006 auf dem damaligen Domplatz

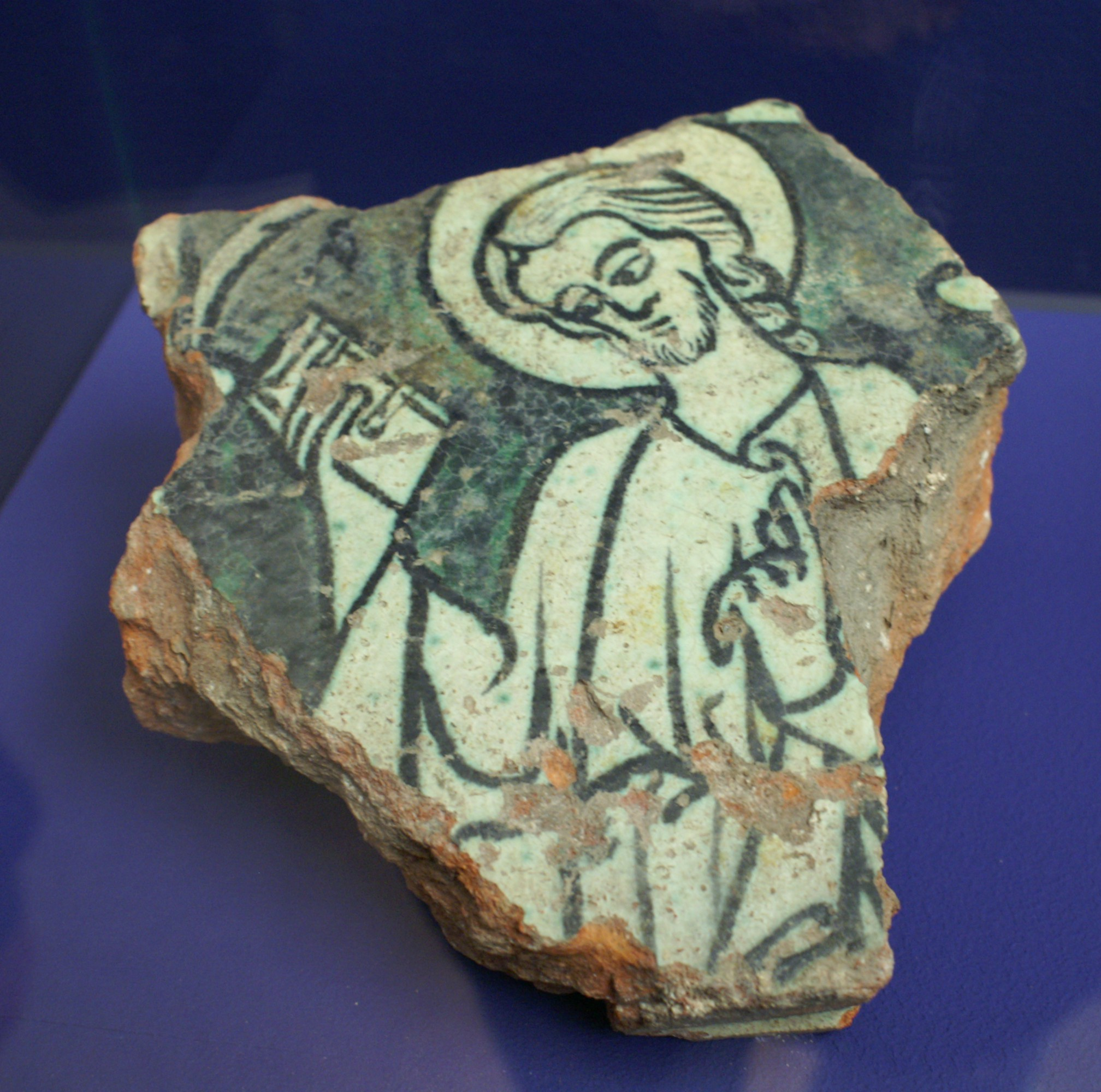
Scherbe vom Scheingrab (Kenotaph) Papst Benedikts V. in Hamburg, Terracotta, vermutlich Frankreich, 13. Jahrhundert

Um die Hammaburg zu finden, wurden mehrere langjährige Ausgrabungen unternommen. Die Bombenangriffe des Zweiten Weltkrieges hatten große Teile der Bauten auf dem Gelände zerstört. Dem U-Bahnbau und Straßenverbreiterungen fielen weitere Bauten zum Opfer, darunter auch der bis 1955 noch erhaltene Westflügel und der Arkadengang des Johanneums, die nicht wieder bebaut wurden.
Die ersten Ausgrabungen erfolgten von 1947 bis 1957. Im Jahr 1948 fand ein Ausgrabungsteam unter Reinhard Schindler unterhalb der Domstraße einen Wall mit Erdverfärbungen, die auf Palisaden hindeuteten. Schindler glaubte, die Ansgar-zeitliche Hammaburg gefunden zu haben. Spätere wissenschaftliche Erkenntnisse ergaben jedoch, dass die bei den Grabungen gefundene Keramik aus der Wehranlage nicht der früh-, sondern der mittelslawischen Zeit entstammte. Daraus lässt sich schließen, dass die Anlage frühestens am Ende des 9. Jahrhunderts gebaut wurde – mindestens 50 Jahre nach dem Untergang der schriftlich erwähnten Hammaburg. Schindler hatte Phase III der Burg gefunden.
Bei Grabungen unter der Leitung von Renate Schneider von 1980 bis 1987 fand man unterhalb der ersten eine zweite Wallanlage. Diese stammt aber aus dem 8. Jahrhundert und ist damit zu alt, um die Hammaburg zu sein, die laut der Vita Sancti Ansgarii um 817 errichtet wurde. Hier wurde also Phase I ergraben.
Das Areal wurde von Archäologen des Archäologischen Museums Hamburg unter der Leitung von Karsten Kablitz erneut untersucht. Die Arbeiten auf dem Domplatz (heute Hammaburg-Platz) begannen am 4. Juli 2005 und waren auf 18 Monate angelegt. Hierbei wollte Kablitz’ Team auch beweisen, dass der Platz der Hammaburg bereits weit vorher besiedelt wurde. Einen ersten Hinweis lieferte eine Steinklinge, die ein Schüler bei einem Ausflug zum Ausgrabungsgelände gefunden hatte. An der Grabungsstelle wurden Spuren vor und nach der Zeit der Hammaburg gefunden, unter anderem ein Bruchstück des Kenotaphs von Papst Benedikt V.
Nach dem Ende der jüngsten Grabungen auf dem Domplatz und der folgenden wissenschaftlichen Auswertung ist man sich nun in der Forschung einig, dort die Überreste der Hammaburg gefunden zu haben. Die Interpretation als Burganlage in 3 aufeinander folgenden Phasen erklärt die zunächst verwirrende zeitliche Abfolge der Gräben. Am 13./14. Dezember 2013 fand diesbezüglich ein wissenschaftliches, interdisziplinäres Kolloquium statt. Die Funde wurden im Rahmen einer Ausstellung vom 31. Oktober 2014 bis zum 26. April 2015 präsentiert.